# Depósito bancário
Depósito bancário é a operação financeira mediante a qual um banco recebe determinada quantia em dinheiro, comprometendo-se a mantê-la sob sua guarda  e se obrigando a restituí-la, na mesma espécie, quando solicitado pelo depositante ou em data prefixada.
A espécie mais comum de depósito bancário é o depósito em conta-corrente (ou conta de depósito) que permite ao depositante a livre movimentação dos recursos.

## Depósito em conta-corrente
Depósito em conta-corrente ou depósito à vista é a modalidade de depósito bancário em que os recursos são depositados por prazo indeterminado, sendo livremente movimentados pelo titular da conta-corrente, sem, no entanto, ser remunerados pelo banco. O banco depositário se obriga a restituir o mesmo valor, a qualquer tempo, ao titular da conta-corrente ou a sua ordem. 
A abertura de contas-correntes no Brasil é normatizada pelo Conselho Monetário Nacional através das resoluções 2.025 e 2.747 e dispositivos complementares.
As contas-correntes ou contas de depósito são movimentadas através de saques ou depósitos (em espécie, em cheques, através de ordens de pagamento, documentos de créditos, transferências eletrônicas disponíveis etc.).
Para os bancos, a principal finalidade da conta-corrente ou contas de depósito é gerar fundos para suas operações de crédito pois apenas uma fração dos depósitos à vista deve ser recolhida ao Banco Central, como depósito compulsório, enquanto outra parte destina-se ao crédito contingenciado, conforme percentuais definidos pelo Conselho Monetário Nacional (CMN). O restante pode ser livremente aplicado pelo banco depositário.